# لرکیل
لرکیل (به سوئدی: Lerkil) یک منطقه مسکونی در بخش کونگسباکا در شهرستان هاللاند کشور سوئد است. لرکیل در سال ۲۰۱۰ میلادی ۵۰۵ نفر جمعیت داشته است.